# Glaucostegidae
Glaucostegidae – monotypowa rodzina ryb chrzęstnoszkieletowych z rzędu Rhinopristiformes.

## Rozmieszczenie geograficzne
Do rodziny należą gatunki występujące w tropikalnych i subtropikalnych przybrzeżnych wodach Indo-Pacyfiku i wschodniego Oceanu Atlantyckiego (włącznie z Morzem Śródziemnym).

## Morfologia
Długość ciała do 300 cm; masa ciała (największa opublikowana) do 49,9 kg.

## Systematyka
Rodzaj zdefiniował w 1846 roku francuski zoolog Karol Lucjan Bonaparte w artykule poświęconym europejskim rybom, opublikowanym w czasopiśmie Atti della Settima Adunanza degli Scienziati Italiani Sesta Riunione. Gatunkiem typowym jest (późniejsze oznaczenie) rocha czarnobroda (R. cemiculus).

### Etymologia
Glaucostegus: gr. γλαυκος glaukos ‘lśniący, błyszczący’; στεγω stegō ‘pokryć’.

### Podział systematyczny
Do rodziny należy jeden rodzaj wraz z następującymi gatunkami:
- Glaucostegus cemiculus (Geoffroy St. Hilaire, 1817) – rocha czarnobroda[7]
- Glaucostegus granulatus (Cuvier, 1829)
- Glaucostegus halavi (Fabricius, 1775)
- Glaucostegus microphthalmus (Teng, 1959)
- Glaucostegus obtusus (Müller & Henle, 1841)
- Glaucostegus spinosus (Günther, 1870)
- Glaucostegus thouin (Anonim [Lacépède], 1798)
- Glaucostegus typus (Anonim [Bennett], 1830)
- Glaucostegus younholeei Habib & Islam, 2021